# Hausmannita
La hausmannita es un mineral óxido de manganeso que contiene manganeso di- y tri-valente, pudiendo ser representada su fórmula como Mn2+Mn3+2O4 o Mn3O4.
Su nombre fue asignado por Wilhelm Haidinger en 1827 en honor a Johann Friedrich Ludwig Hausmann (1782-1859), profesor de mineralogía de la Universidad de Gotinga (Alemania) quien describió por vez primera este mineral en 1813.Recibe también los nombres de arseniodialytita y manganeso negro.

## Propiedades
La hausmannita es un mineral de color pardo oscuro a negro, opaco, con brillo submetálico. Con luz transmitida adquiere una coloración parda rojiza oscura, gris con luz reflejada. Tiene una dureza de 5,5 en la escala de Mohs y una densidad de 4,7 - 4,84 g/cm³. Es infusible, siendo soluble en ácido clorhídrico caliente. No es un mineral magnético, aunque la hausmannita rica en hierro puede ser magnética de forma excepcional; tampoco es un mineral fluorescente.
Cristaliza en el sistema tetragonal, clase ditetragonal dipiramidal. Posee una estructura de espinela tetragonal distorsionada (debido a la distorsión Jahn-Teller ocasionada por el Mn3+). Asimismo, cuando se calienta por encima de 1473 K, aparece una fase cúbica de alta temperatura. Es isoestructural con la hidrohetaerolita, la iwakiíta y la hetaerolita (en la cual el Zn2+ sustituye al Mn2+), siendo el miembro principal del grupo mineralógico que lleva su nombre.
El contenido de manganeso de la hausmannita es de aproximadamente el 72 % y las impurezas más habituales son zinc, hierro, calcio, bario y magnesio.

## Morfología y formación

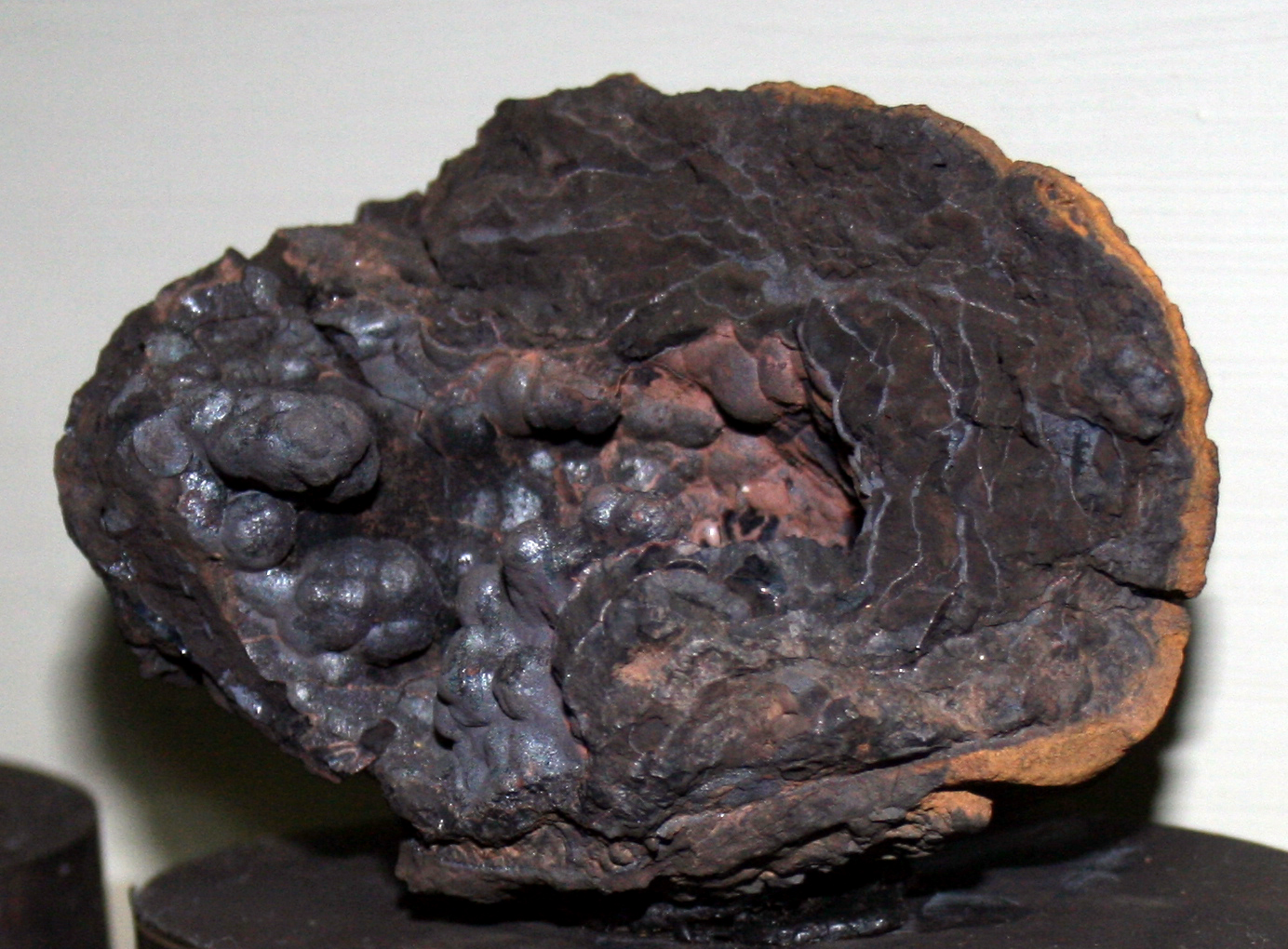
Ejemplar de hausmannita expuesto en el Museo Nacional de Praga (República Checa)

La hausmannita forma cristales pseudo-octaédricos, con estriaciones paralelas a {100}, de hasta 7,5 cm de longitud.
Más habitualmente aparece como agregados granulares o masivos.
Es un mineral primario observado en vetas hidrotermales, aunque también puede aparecer por metamorfismo de rocas ricas en manganeso. Puede estar asociado a rodocrosita, pirolusita, jacobsita, braunita, andradita y barita.

## Yacimientos
De este mineral existen numerosos yacimientos, algunos de ellos de relevancia económica. La localidad tipo está en la antigua región minera de Oehrenstock, en Ilmenau (Turingia, Alemania).
En este país hay también depósitos en las localidades turingias de Ilfeld (cerca de Nordhausen) y Friedrichroda.
Este mineral está presente en Suecia, en la mina Harstigen (Värmland), una pequeña mina de hierro y manganeso explotada en el siglo XIX, y en Sjögruvan (Västmanland), también un depósito menor cuyos trabajos comenzaron en 1643.
En el norte de España se encuentra hausmannita en Covadonga (Asturias) y en la Sierra de Arnero (Cantabria).
En Estados Unidos es abundante en varios depósitos menores del estado de Washington, en los condados de Clallam, Jefferson y Mason.
México cuenta con yacimientos en el municipio de Mapimí (Durango) y en Sierra Mojada (Coahuila).